# Уиньярд, Дайана
Дайана Уиньярд (англ. Diana Wynyard, урождённая Дороти Изобель Кокс (англ. Dorothy Isobel Cox), 16 января 1906 — 13 мая 1964) — британская актриса.
Свою карьеру начала на театральной сцене, а после успеха в Ливерпуле и Лондоне, привлекла к себе внимание бродвейских продюсеров и в 1932 году дебютировала в Нью-Йорке в постановке «Распутин и императрица». Её кинодебют состоялся в том же году в США в экранизации этой пьесы. За последующую драматическую кинороль в фильме «Кавалькада» Уиньярд была выдвинута на «Оскар», став первой британской актрисой, номинированной на премию киноакадемии в главной женской номинации. После ещё нескольких ролей в Голливуде, актриса вернулась в Англию, где в последующие годы работала почти исключительно в театре.
В конце 1930-х Уиньярд вновь вернулась на большой экран, начав кинокарьеру у себя на родине. После Второй мировой войны актриса ушла на вторые планы в кино, исполняя в основном роли заботливых матерей, но продолжала блистать в театре, в частности в Вест-Энде. Скончалась в 1964 году в Лондоне от почечной недостаточности в возрасте 58 лет, её тело было кремировано в крематории Голдерс-Грин, а прах развеян.

## Избранная фильмография
| Год  |   | Русское название | Оригинальное название | Роль          |
| ---- | - | ---------------- | --------------------- | ------------- |
| 1933 | ф | Кавалькада       | Cavalcade             | Джейн Марриот |